# 劉賜蕙
劉賜蕙，GBS，PDSM，PMSM（1965年7月29日—），香港前警務人員，現任維護國家安全委員會執行長。曾任警務處副處長（國家安全）、香港警務處國家安全處主管兼任维护国家安全委员会成員。

## 簡歷
劉賜蕙早年就讀銅鑼灣聖保祿學校。她持有警政學學士學位、法律學士學位和公共行政碩士學位，曾修讀各類發展課程，包括美國哈佛大學、中國北京大學、澳洲警察管理學院和中國國家行政學院（中共中央黨校）。
1984年，劉賜蕙加入皇家香港警務處。
1985年，劉賜蕙投考成為警員。在任總督察職級期間，曾經出任尖沙咀分區助理指揮官（行動）。
2002年，劉賜蕙晉升為警司。2004年，劉賜蕙駐守於商業罪案調查科期間，被借調社會福利署擔任短期顧問，協助統籌調查於南亞海嘯中遇事香港人高忠強夫婦懷疑詐綜援案件。
2006年4月，劉賜蕙駐守於投訴及內部調查科投訴警察課期間，晉升為高級警司，調任保安部。其後，於
2008年12月擔任大嶼山警區指揮官期間，以果斷的表現，迅速地解決了大批香港的士罷駛及堵塞北大嶼山公路的事件。其後，劉賜蕙任職總警司職級期間，先後擔任葵青警區指揮官及東九龍總區副指揮官。
2013年12月7日，警務處確認將會委任劉賜蕙為警務處助理處長。2013年，劉賜蕙獲委任為警務處助理處長，擔任新界南總區指揮官，打破了趙慧賢於2011年8月12日創造的紀錄，成為香港警察歷史上最年青警務處助理處長（至2022年紀錄被郭嘉銓打破），及創造了首次同時有3名女性警務人員同屬警務處助理處長職級的情況。
2014年10月，劉賜蕙調任人事部。2015年劉賜蕙獲頒香港警察榮譽獎章。2016年1月，劉賜蕙調任香港警察學院院長。
2019年3月，獲晉升為高級助理處長，主管監管處。
2020年7月，獲晉升為警務處副處長（國家安全），主管國家安全處，兼任维护国家安全委员会成員。
2023年4月29日，劉賜蕙屆齡退休，行政長官李家超批準其免去警務處副處長（國家安全），保留港區國安委成員。
2023年5月2日，行政長官李家超批準前警務處副處長（國家安全）兼國家安全處主管劉賜蕙不需兼任港區國安委成員，由新任警務處副處長（國家安全）簡啟恩兼任其職務。
2023年8月，被任命為港區國安委新設立的執行長，職級與港區國安委秘書長相同，相當於首長級甲一級政務官，即首長級第8點（D8）。

### 被美國制裁
2020年11月9日，美國財政部宣佈，轄下外國資產控制辦公室已採取行動制裁4名人士，與港區國安法有關，被制裁者包括劉賜蕙。劉回應指能夠成為香港警隊維護國家安全部門的負責人是她的驕傲和至高無上的榮譽，聲稱美國政府希望透過對她的所謂「制裁」打擊只會徒勞無功，會毫不畏懼繼續堅定不移做好維護國家及香港安全的工作。

## 榮譽
- 香港警察榮譽獎章（2015年）
- 香港警察卓越獎章（2021年）
- 银紫荆星章（2023年）
- 金紫荆星章（2025年）

## 外部連結
- 劉賜蕙女士Archive.today的存檔，存档日期2015-05-02